# Marcos de Lucio
Marcos de Lucio (Sevilla, 1535? - Lima, 1599). Catedrático y abogado andaluz que ocupó importantes cargos académicos en el Virreinato del Perú. Dos veces rector de la Universidad de San Marcos.

## Biografía
Licenciado en Cánones en la Universidad de Sevilla. Se avecindó en Lima (1553), donde ejerció como asesor letrado de la ciudad. Sin embargo, se vio involucrado en un litigio por corrupción que trajo como consecuencia su inhabilitación como abogado durante tres años (1563). Posteriormente asesoró a la recientemente llegada Compañía de Jesús.
Integró el grupo de maestros que gestionó la secularización de la Universidad ante el virrey Toledo, y luego colaboró con la redacción de las primeras constituciones. Diseñó incluso el escudo del claustro sanmarquino. Fundado el Colegio Mayor de San Felipe y San Marcos para los descendientes de los conquistadores (1572), el Virrey le confió el rectorado y se ocupó en la construcción del edificio colegial.
Elegido rector (1576-77), instaló la Universidad fuera del claustro dominico, en el local habilitado en la Calle San Marcelo (1577). Fundó además cátedras de Cánones, Leyes y Artes, ejerciendo él mismo la de Prima de Sagrados Cánones.
| Predecesor: Jerónimo López Guarnido | Rector de la Universidad de San Marcos 1576 - 1577 | Sucesor: Antonio Sánchez Renedo |
| Predecesor: Antonio de Molina       | Rector de la Universidad de San Marcos 1591 - 1592 | Sucesor: Antonio de Valcázar    |